# Volta a Bèlgica 2023
La Volta a Bèlgica 2023, 92a edició de la Volta a Bèlgica, es disputà entre el 14 i el 18 de juny de 2023 sobre un recorregut de 723,2 km repartits entre cinc etapes. La cursa formava part del calendari de l'UCI ProSeries 2023, amb una categoria 2.Pro.
El vencedor final fou el neerlandès Mathieu van der Poel (Alpecin-Deceuninck). Søren Wærenskjold (Uno-X Pro Cycling Team) i Casper Pedersen (Soudal Quick-Step) completaren el podi.

## Equips participants
L'organització convidà a 21 equips a prendre part en aquesta edició.
| WorldTeams (6)- Alpecin-Deceuninck - Astana Qazaqstan Team - Intermarché-Circus-Wanty - Soudal Quick-Step - Team DSM - Trek-Segafredo ProTeams (10)- Bingoal WB - Bolton Equities Black Spoke Pro Cycling - Eolo-Kometa - Human Powered Health - Israel-Premier Tech - Lotto Dstny - Team Corratec-Selle Italia - Team Flanders-Baloise - Team Novo Nordisk - Uno-X Pro Cycling Team Equips continentals (4)- Baloise Trek Lions - Beat Cycling Club - Tarteletto-Isorex - Volkerwessels Cycling Team Equip UCI Ciclocròs - Pauwels Sauzen-Bingoal |
| |

## Etapes
| Etapa    | Data       | Ciutats d'etapa                               | type                      | Distància (km) | Desnivell (m) | Vencedor de l'etapa  | Líder de la general  |
| -------- | ---------- | --------------------------------------------- | ------------------------- | -------------- | ------------- | -------------------- | -------------------- |
| 1a etapa | 14 de juny | Scherpenheuvel-Zichem – Scherpenheuvel-Zichem | etapa plana               | 164,9          | 1.037 m       | Jasper Philipsen     | Jasper Philipsen     |
| 2a etapa | 15 de juny | Merelbeke – Knokke-Heist                      | etapa plana               | 175,7          | 457 m         | Fabio Jakobsen       | Fabio Jakobsen       |
| 3a etapa | 16 de juny | Beveren – Beveren                             | contrarellotge individual | 15,2           | 37 m          | Søren Wærenskjold    | Mathieu van der Poel |
| 4a etapa | 17 de juny | Durbuy – Durbuy                               | etapa accidentada         | 172,6          | 3.230 m       | Mathieu van der Poel | Mathieu van der Poel |
| 5a etapa | 18 de juny | Brussel·les – Brussel·les                     | etapa plana               | 194,8          | 1.174 m       | Fabio Jakobsen       | Mathieu van der Poel |

### Etapa 1
| \| Classificació de l'etapa \| Classificació de l'etapa \| Classificació de l'etapa \| Classificació de l'etapa \| Classificació de l'etapa \| \| Corredor \| Corredor \| Equip \| Temps \| \| \| ------------------------ \| ------------------------ \| ------------------------ \| ------------------------ \| ------------------------ \| \| 1r \| Jasper Philipsen \| Alpecin-Deceuninck \| 3h 38' 14" \| \| \| 2n \| Fabio Jakobsen \| Soudal Quick-Step \| + 0" \| \| \| 3r \| Timothy Dupont \| Tarteletto-Isorex \| + 0" \| \| \| 4t \| Alexander Kristoff \| Uno-X Pro Cycling Team \| + 0" \| \| \| 5è \| David Martin \| Eolo-Kometa \| + 0" \| \| \| 6è \| Mathieu van der Poel \| Alpecin-Deceuninck \| + 0" \| \| \| 7è \| Joris Nieuwenhuis \| Baloise Trek Lions \| + 0" \| \| \| 8è \| Ryan Kamp \| Pauwels Sauzen-Bingoal \| + 0" \| \| \| 9è \| Oded Kogut \| Israel-Premier Tech \| + 0" \| \| \| 10è \| Tom Van Asbroeck \| Israel-Premier Tech \| + 0" \| \| |                      |                        |            |
| |                      |                        |            |
| Font: ProCyclingStats |                      |                        |            |
| Classificació de l'etapa |                      |                        |            |
| Corredor | Corredor             | Equip                  | Temps      |
| 1r | Jasper Philipsen     | Alpecin-Deceuninck     | 3h 38' 14" |
| 2n | Fabio Jakobsen       | Soudal Quick-Step      | + 0"       |
| 3r | Timothy Dupont       | Tarteletto-Isorex      | + 0"       |
| 4t | Alexander Kristoff   | Uno-X Pro Cycling Team | + 0"       |
| 5è | David Martin         | Eolo-Kometa            | + 0"       |
| 6è | Mathieu van der Poel | Alpecin-Deceuninck     | + 0"       |
| 7è | Joris Nieuwenhuis    | Baloise Trek Lions     | + 0"       |
| 8è | Ryan Kamp            | Pauwels Sauzen-Bingoal | + 0"       |
| 9è | Oded Kogut           | Israel-Premier Tech    | + 0"       |
| 10è | Tom Van Asbroeck     | Israel-Premier Tech    | + 0"       |

| \| Classificació general \| Classificació general \| Classificació general \| Classificació general \| Classificació general \| \| Corredor \| Corredor \| Equip \| Temps \| \| \| --------------------- \| --------------------- \| ---------------------- \| --------------------- \| --------------------- \| \| 1r \| Jasper Philipsen \| Alpecin-Deceuninck \| 3h 38' 04" \| \| \| 2n \| Mathieu van der Poel \| Alpecin-Deceuninck \| + 2" \| \| \| 3r \| Fabio Jakobsen \| Soudal Quick-Step \| + 4" \| \| \| 4t \| Casper Pedersen \| Soudal Quick-Step \| + 4" \| \| \| 5è \| Timothy Dupont \| Tarteletto-Isorex \| + 6" \| \| \| 6è \| Rasmus Tiller \| Uno-X Pro Cycling Team \| + 7" \| \| \| 7è \| Jasper De Buyst \| Lotto Dstny \| + 9" \| \| \| 8è \| Alexander Kristoff \| Uno-X Pro Cycling Team \| + 10" \| \| \| 9è \| David Martin \| Eolo-Kometa \| + 10" \| \| \| 10è \| Joris Nieuwenhuis \| Baloise Trek Lions \| + 10" \| \| |                      |                        |            |
| |                      |                        |            |
| Font: ProCyclingStats |                      |                        |            |
| Classificació general |                      |                        |            |
| Corredor | Corredor             | Equip                  | Temps      |
| 1r | Jasper Philipsen     | Alpecin-Deceuninck     | 3h 38' 04" |
| 2n | Mathieu van der Poel | Alpecin-Deceuninck     | + 2"       |
| 3r | Fabio Jakobsen       | Soudal Quick-Step      | + 4"       |
| 4t | Casper Pedersen      | Soudal Quick-Step      | + 4"       |
| 5è | Timothy Dupont       | Tarteletto-Isorex      | + 6"       |
| 6è | Rasmus Tiller        | Uno-X Pro Cycling Team | + 7"       |
| 7è | Jasper De Buyst      | Lotto Dstny            | + 9"       |
| 8è | Alexander Kristoff   | Uno-X Pro Cycling Team | + 10"      |
| 9è | David Martin         | Eolo-Kometa            | + 10"      |
| 10è | Joris Nieuwenhuis    | Baloise Trek Lions     | + 10"      |

### Etapa 2
| \| Classificació de l'etapa \| Classificació de l'etapa \| Classificació de l'etapa \| Classificació de l'etapa \| Classificació de l'etapa \| \| Corredor \| Corredor \| Equip \| Temps \| \| \| ------------------------ \| ------------------------ \| --------------------------------------- \| ------------------------ \| ------------------------ \| \| 1r \| Fabio Jakobsen \| Soudal Quick-Step \| 3h 52' 07" \| \| \| 2n \| Mathieu van der Poel \| Alpecin-Deceuninck \| + 0" \| \| \| 3r \| Jasper De Buyst \| Lotto Dstny \| + 0" \| \| \| 4t \| Alexander Kristoff \| Uno-X Pro Cycling Team \| + 0" \| \| \| 5è \| Søren Wærenskjold \| Uno-X Pro Cycling Team \| + 0" \| \| \| 6è \| Gerben Thijssen \| Intermarché-Circus-Wanty \| + 0" \| \| \| 7è \| Rory Townsend \| Bolton Equities Black Spoke Pro Cycling \| + 0" \| \| \| 8è \| Emīls Liepiņš \| Trek-Segafredo \| + 0" \| \| \| 9è \| Oded Kogut \| Israel-Premier Tech \| + 0" \| \| \| 10è \| Matteo Malucelli \| Bingoal WB \| + 0" \| \| |                      |                                         |            |
| |                      |                                         |            |
| Font: ProCyclingStats |                      |                                         |            |
| Classificació de l'etapa |                      |                                         |            |
| Corredor | Corredor             | Equip                                   | Temps      |
| 1r | Fabio Jakobsen       | Soudal Quick-Step                       | 3h 52' 07" |
| 2n | Mathieu van der Poel | Alpecin-Deceuninck                      | + 0"       |
| 3r | Jasper De Buyst      | Lotto Dstny                             | + 0"       |
| 4t | Alexander Kristoff   | Uno-X Pro Cycling Team                  | + 0"       |
| 5è | Søren Wærenskjold    | Uno-X Pro Cycling Team                  | + 0"       |
| 6è | Gerben Thijssen      | Intermarché-Circus-Wanty                | + 0"       |
| 7è | Rory Townsend        | Bolton Equities Black Spoke Pro Cycling | + 0"       |
| 8è | Emīls Liepiņš        | Trek-Segafredo                          | + 0"       |
| 9è | Oded Kogut           | Israel-Premier Tech                     | + 0"       |
| 10è | Matteo Malucelli     | Bingoal WB                              | + 0"       |

| \| Classificació general \| Classificació general \| Classificació general \| Classificació general \| Classificació general \| \| Corredor \| Corredor \| Equip \| Temps \| \| \| --------------------- \| --------------------- \| ---------------------- \| --------------------- \| --------------------- \| \| 1r \| Fabio Jakobsen \| Soudal Quick-Step \| 7h 30' 05" \| \| \| 2n \| Mathieu van der Poel \| Alpecin-Deceuninck \| + 0" \| \| \| 3r \| Jasper De Buyst \| Lotto Dstny \| + 7" \| \| \| 4t \| Casper Pedersen \| Soudal Quick-Step \| + 10" \| \| \| 5è \| Rasmus Tiller \| Uno-X Pro Cycling Team \| + 10" \| \| \| 6è \| Timothy Dupont \| Tarteletto-Isorex \| + 12" \| \| \| 7è \| Mathias Vacek \| Trek-Segafredo \| + 13" \| \| \| 8è \| Yves Lampaert \| Soudal Quick-Step \| + 13" \| \| \| 9è \| Florian Vermeersch \| Lotto Dstny \| + 15" \| \| \| 10è \| Jasper Stuyven \| Trek-Segafredo \| + 15" \| \| |                      |                        |            |
| |                      |                        |            |
| Font: ProCyclingStats |                      |                        |            |
| Classificació general |                      |                        |            |
| Corredor | Corredor             | Equip                  | Temps      |
| 1r | Fabio Jakobsen       | Soudal Quick-Step      | 7h 30' 05" |
| 2n | Mathieu van der Poel | Alpecin-Deceuninck     | + 0"       |
| 3r | Jasper De Buyst      | Lotto Dstny            | + 7"       |
| 4t | Casper Pedersen      | Soudal Quick-Step      | + 10"      |
| 5è | Rasmus Tiller        | Uno-X Pro Cycling Team | + 10"      |
| 6è | Timothy Dupont       | Tarteletto-Isorex      | + 12"      |
| 7è | Mathias Vacek        | Trek-Segafredo         | + 13"      |
| 8è | Yves Lampaert        | Soudal Quick-Step      | + 13"      |
| 9è | Florian Vermeersch   | Lotto Dstny            | + 15"      |
| 10è | Jasper Stuyven       | Trek-Segafredo         | + 15"      |

### Etapa 3
| \| Classificació de l'etapa \| Classificació de l'etapa \| Classificació de l'etapa \| Classificació de l'etapa \| Classificació de l'etapa \| \| Corredor \| Corredor \| Equip \| Temps \| \| \| ------------------------ \| ------------------------ \| --------------------------------------- \| ------------------------ \| ------------------------ \| \| 1r \| Søren Wærenskjold \| Uno-X Pro Cycling Team \| 17' 09" \| \| \| 2n \| Yves Lampaert \| Soudal Quick-Step \| + 12" \| \| \| 3r \| Alexander Edmondson \| Team DSM \| + 13" \| \| \| 4t \| Mathieu van der Poel \| Alpecin-Deceuninck \| + 15" \| \| \| 5è \| Jasper Stuyven \| Trek-Segafredo \| + 18" \| \| \| 6è \| Jannik Steimle \| Soudal Quick-Step \| + 19" \| \| \| 7è \| Aaron Gate \| Bolton Equities Black Spoke Pro Cycling \| + 19" \| \| \| 8è \| Casper Pedersen \| Soudal Quick-Step \| + 26" \| \| \| 9è \| Cees Bol \| Astana Qazaqstan Team \| + 28" \| \| \| 10è \| Sam Welsford \| Team DSM \| + 30" \| \| |                      |                                         |         |
| |                      |                                         |         |
| Font: ProCyclingStats |                      |                                         |         |
| Classificació de l'etapa |                      |                                         |         |
| Corredor | Corredor             | Equip                                   | Temps   |
| 1r | Søren Wærenskjold    | Uno-X Pro Cycling Team                  | 17' 09" |
| 2n | Yves Lampaert        | Soudal Quick-Step                       | + 12"   |
| 3r | Alexander Edmondson  | Team DSM                                | + 13"   |
| 4t | Mathieu van der Poel | Alpecin-Deceuninck                      | + 15"   |
| 5è | Jasper Stuyven       | Trek-Segafredo                          | + 18"   |
| 6è | Jannik Steimle       | Soudal Quick-Step                       | + 19"   |
| 7è | Aaron Gate           | Bolton Equities Black Spoke Pro Cycling | + 19"   |
| 8è | Casper Pedersen      | Soudal Quick-Step                       | + 26"   |
| 9è | Cees Bol             | Astana Qazaqstan Team                   | + 28"   |
| 10è | Sam Welsford         | Team DSM                                | + 30"   |

| \| Classificació general \| Classificació general \| Classificació general \| Classificació general \| Classificació general \| \| Corredor \| Corredor \| Equip \| Temps \| \| \| --------------------- \| --------------------- \| ---------------------- \| --------------------- \| --------------------- \| \| 1r \| Mathieu van der Poel \| Alpecin-Deceuninck \| 7h 47' 29" \| \| \| 2n \| Søren Wærenskjold \| Uno-X Pro Cycling Team \| + 1" \| \| \| 3r \| Yves Lampaert \| Soudal Quick-Step \| + 10" \| \| \| 4t \| Jasper Stuyven \| Trek-Segafredo \| + 18" \| \| \| 5è \| Casper Pedersen \| Soudal Quick-Step \| + 21" \| \| \| 6è \| Rasmus Tiller \| Uno-X Pro Cycling Team \| + 29" \| \| \| 7è \| Jasper De Buyst \| Lotto Dstny \| + 32" \| \| \| 8è \| Florian Vermeersch \| Lotto Dstny \| + 34" \| \| \| 9è \| Mathias Vacek \| Trek-Segafredo \| + 34" \| \| \| 10è \| Ben Hermans \| Israel-Premier Tech \| + 42" \| \| |                      |                        |            |
| |                      |                        |            |
| Font: ProCyclingStats |                      |                        |            |
| Classificació general |                      |                        |            |
| Corredor | Corredor             | Equip                  | Temps      |
| 1r | Mathieu van der Poel | Alpecin-Deceuninck     | 7h 47' 29" |
| 2n | Søren Wærenskjold    | Uno-X Pro Cycling Team | + 1"       |
| 3r | Yves Lampaert        | Soudal Quick-Step      | + 10"      |
| 4t | Jasper Stuyven       | Trek-Segafredo         | + 18"      |
| 5è | Casper Pedersen      | Soudal Quick-Step      | + 21"      |
| 6è | Rasmus Tiller        | Uno-X Pro Cycling Team | + 29"      |
| 7è | Jasper De Buyst      | Lotto Dstny            | + 32"      |
| 8è | Florian Vermeersch   | Lotto Dstny            | + 34"      |
| 9è | Mathias Vacek        | Trek-Segafredo         | + 34"      |
| 10è | Ben Hermans          | Israel-Premier Tech    | + 42"      |

### Etapa 4
| \| Classificació de l'etapa \| Classificació de l'etapa \| Classificació de l'etapa \| Classificació de l'etapa \| Classificació de l'etapa \| \| Corredor \| Corredor \| Equip \| Temps \| \| \| ------------------------ \| ------------------------ \| ------------------------ \| ------------------------ \| ------------------------ \| \| 1r \| Mathieu van der Poel \| Alpecin-Deceuninck \| 4h 09' 42" \| \| \| 2n \| Thibau Nys \| Trek-Segafredo \| + 16" \| \| \| 3r \| Casper Pedersen \| Soudal Quick-Step \| + 18" \| \| \| 4t \| Søren Wærenskjold \| Uno-X Pro Cycling Team \| + 20" \| \| \| 5è \| Jasper De Buyst \| Lotto Dstny \| + 26" \| \| \| 6è \| Cristian Scaroni \| Astana Qazaqstan Team \| + 26" \| \| \| 7è \| Vincenzo Albanese \| Eolo-Kometa \| + 28" \| \| \| 8è \| Yves Lampaert \| Soudal Quick-Step \| + 30" \| \| \| 9è \| Jonas Abrahamsen \| Uno-X Pro Cycling Team \| + 30" \| \| \| 10è \| Lorenzo Rota \| Intermarché-Circus-Wanty \| + 32" \| \| |                      |                          |            |
| |                      |                          |            |
| Font: ProCyclingStats |                      |                          |            |
| Classificació de l'etapa |                      |                          |            |
| Corredor | Corredor             | Equip                    | Temps      |
| 1r | Mathieu van der Poel | Alpecin-Deceuninck       | 4h 09' 42" |
| 2n | Thibau Nys           | Trek-Segafredo           | + 16"      |
| 3r | Casper Pedersen      | Soudal Quick-Step        | + 18"      |
| 4t | Søren Wærenskjold    | Uno-X Pro Cycling Team   | + 20"      |
| 5è | Jasper De Buyst      | Lotto Dstny              | + 26"      |
| 6è | Cristian Scaroni     | Astana Qazaqstan Team    | + 26"      |
| 7è | Vincenzo Albanese    | Eolo-Kometa              | + 28"      |
| 8è | Yves Lampaert        | Soudal Quick-Step        | + 30"      |
| 9è | Jonas Abrahamsen     | Uno-X Pro Cycling Team   | + 30"      |
| 10è | Lorenzo Rota         | Intermarché-Circus-Wanty | + 32"      |

| \| Classificació general \| Classificació general \| Classificació general \| Classificació general \| Classificació general \| \| Corredor \| Corredor \| Equip \| Temps \| \| \| --------------------- \| --------------------- \| ---------------------- \| --------------------- \| --------------------- \| \| 1r \| Mathieu van der Poel \| Alpecin-Deceuninck \| 11h 56' 52" \| \| \| 2n \| Søren Wærenskjold \| Uno-X Pro Cycling Team \| + 40" \| \| \| 3r \| Casper Pedersen \| Soudal Quick-Step \| + 53" \| \| \| 4t \| Yves Lampaert \| Soudal Quick-Step \| + 59" \| \| \| 5è \| Jasper Stuyven \| Trek-Segafredo \| + 1' 10" \| \| \| 6è \| Jasper De Buyst \| Lotto Dstny \| + 1' 17" \| \| \| 7è \| Florian Vermeersch \| Lotto Dstny \| + 1' 25" \| \| \| 8è \| Ben Hermans \| Israel-Premier Tech \| + 1' 35" \| \| \| 9è \| Mathias Vacek \| Trek-Segafredo \| + 1' 46" \| \| \| 10è \| Toms Skujiņš \| Trek-Segafredo \| + 1' 47" \| \| |                      |                        |             |
| |                      |                        |             |
| Font: ProCyclingStats |                      |                        |             |
| Classificació general |                      |                        |             |
| Corredor | Corredor             | Equip                  | Temps       |
| 1r | Mathieu van der Poel | Alpecin-Deceuninck     | 11h 56' 52" |
| 2n | Søren Wærenskjold    | Uno-X Pro Cycling Team | + 40"       |
| 3r | Casper Pedersen      | Soudal Quick-Step      | + 53"       |
| 4t | Yves Lampaert        | Soudal Quick-Step      | + 59"       |
| 5è | Jasper Stuyven       | Trek-Segafredo         | + 1' 10"    |
| 6è | Jasper De Buyst      | Lotto Dstny            | + 1' 17"    |
| 7è | Florian Vermeersch   | Lotto Dstny            | + 1' 25"    |
| 8è | Ben Hermans          | Israel-Premier Tech    | + 1' 35"    |
| 9è | Mathias Vacek        | Trek-Segafredo         | + 1' 46"    |
| 10è | Toms Skujiņš         | Trek-Segafredo         | + 1' 47"    |

### Etapa 5
| \| Classificació de l'etapa \| Classificació de l'etapa \| Classificació de l'etapa \| Classificació de l'etapa \| Classificació de l'etapa \| \| Corredor \| Corredor \| Equip \| Temps \| \| \| ------------------------ \| ------------------------ \| --------------------------- \| ------------------------ \| ------------------------ \| \| 1r \| Fabio Jakobsen \| Soudal Quick-Step \| 4h 12' 38" \| \| \| 2n \| Jasper Philipsen \| Alpecin-Deceuninck \| + 0" \| \| \| 3r \| Thibau Nys \| Trek-Segafredo \| + 0" \| \| \| 4t \| Cees Bol \| Astana Qazaqstan Team \| + 0" \| \| \| 5è \| Alexander Kristoff \| Uno-X Pro Cycling Team \| + 0" \| \| \| 6è \| Oded Kogut \| Israel Premier Tech Academy \| + 0" \| \| \| 7è \| Caleb Ewan \| Lotto Dstny \| + 0" \| \| \| 8è \| Emiel Vermeulen \| BEAT Cycling Club \| + 0" \| \| \| 9è \| Gerben Thijssen \| Intermarché-Circus-Wanty \| + 0" \| \| \| 10è \| Mathieu van der Poel \| Alpecin-Deceuninck \| + 0" \| \| |                      |                             |            |
| |                      |                             |            |
| Font: ProCyclingStats |                      |                             |            |
| Classificació de l'etapa |                      |                             |            |
| Corredor | Corredor             | Equip                       | Temps      |
| 1r | Fabio Jakobsen       | Soudal Quick-Step           | 4h 12' 38" |
| 2n | Jasper Philipsen     | Alpecin-Deceuninck          | + 0"       |
| 3r | Thibau Nys           | Trek-Segafredo              | + 0"       |
| 4t | Cees Bol             | Astana Qazaqstan Team       | + 0"       |
| 5è | Alexander Kristoff   | Uno-X Pro Cycling Team      | + 0"       |
| 6è | Oded Kogut           | Israel Premier Tech Academy | + 0"       |
| 7è | Caleb Ewan           | Lotto Dstny                 | + 0"       |
| 8è | Emiel Vermeulen      | BEAT Cycling Club           | + 0"       |
| 9è | Gerben Thijssen      | Intermarché-Circus-Wanty    | + 0"       |
| 10è | Mathieu van der Poel | Alpecin-Deceuninck          | + 0"       |

## Classificació final
| \| Classificació general \| Classificació general \| Classificació general \| Classificació general \| Classificació general \| \| Corredor \| Corredor \| Equip \| Temps \| \| \| --------------------- \| --------------------- \| ---------------------- \| --------------------- \| --------------------- \| \| 1r \| Mathieu van der Poel \| Alpecin-Deceuninck \| 16h 09' 30" \| \| \| 2n \| Søren Wærenskjold \| Uno-X Pro Cycling Team \| + 40" \| \| \| 3r \| Casper Pedersen \| Soudal Quick-Step \| + 53" \| \| \| 4t \| Yves Lampaert \| Soudal Quick-Step \| + 59" \| \| \| 5è \| Jasper Stuyven \| Trek-Segafredo \| + 1' 10" \| \| \| 6è \| Jasper De Buyst \| Lotto Dstny \| + 1' 17" \| \| \| 7è \| Florian Vermeersch \| Lotto Dstny \| + 1' 25" \| \| \| 8è \| Ben Hermans \| Israel-Premier Tech \| + 1' 35" \| \| \| 9è \| Mathias Vacek \| Trek-Segafredo \| + 1' 44" \| \| \| 10è \| Toms Skujiņš \| Trek-Segafredo \| + 1' 46" \| \| |                      |                        |             |
| |                      |                        |             |
| Font: ProCyclingStats |                      |                        |             |
| Classificació general |                      |                        |             |
| Corredor | Corredor             | Equip                  | Temps       |
| 1r | Mathieu van der Poel | Alpecin-Deceuninck     | 16h 09' 30" |
| 2n | Søren Wærenskjold    | Uno-X Pro Cycling Team | + 40"       |
| 3r | Casper Pedersen      | Soudal Quick-Step      | + 53"       |
| 4t | Yves Lampaert        | Soudal Quick-Step      | + 59"       |
| 5è | Jasper Stuyven       | Trek-Segafredo         | + 1' 10"    |
| 6è | Jasper De Buyst      | Lotto Dstny            | + 1' 17"    |
| 7è | Florian Vermeersch   | Lotto Dstny            | + 1' 25"    |
| 8è | Ben Hermans          | Israel-Premier Tech    | + 1' 35"    |
| 9è | Mathias Vacek        | Trek-Segafredo         | + 1' 44"    |
| 10è | Toms Skujiņš         | Trek-Segafredo         | + 1' 46"    |

## Evolució de les classificacions
| Etapa                   | Vencedor                | Classificació general | Classificació per punts | Classificació dels joves |
| ----------------------- | ----------------------- | --------------------- | ----------------------- | ------------------------ |
| 1                       | Jasper Philipsen        | Jasper Philipsen      | Jasper Philipsen        | Oded Kogut               |
| 2                       | Fabio Jakobsen          | Fabio Jakobsen        | Fabio Jakobsen          | Mathias Vacek            |
| 3                       | Søren Wærenskjold       | Mathieu van der Poel  | Fabio Jakobsen          | Mathias Vacek            |
| 4                       | Mathieu van der Poel    | Mathieu van der Poel  | Mathieu van der Poel    | Mathias Vacek            |
| 5                       | Fabio Jakobsen          | Mathieu van der Poel  | Mathieu van der Poel    | Mathias Vacek            |
| Classeificacions finals | Classeificacions finals | Mathieu van der Poel  | Mathieu van der Poel    | Mathias Vacek            |